# Jean Marie Mathias Debelay
Jean Marie Mathias Debelay, né le 21 février 1800 à Viriat et mort le 27 septembre 1863 à Avignon, est un ecclésiastique français.

## Biographie
Jean-Marie-Matthias Debelay est né à Viriat (Ain) le 24 février 1800 d'une famille honorablement connue. Il fit, au collège de Bourg-en-Bresse, ses classes de latinité. Il terminait sa théologie en 1823, au séminaire de Saint-Irénée, lorsque l'ancien diocèse de Belley fut rétabli et distrait du diocèse de Lyon, dont il faisait alors partie.
M. Debelay se rangea sous la direction de son nouveau pasteur. Mais trop jeune encore pour être ordonné prêtre, il fut envoyé au petit séminaire de Meximieux, où il professa deux ans la rhétorique.
Appelé ensuite à remplir les fonctions de vicaire à Nantua, chef-lieu d'arrondissement, il gagna bientôt l'estime et la confiance de tous ceux avec qui son ministère l'avait mis en rapport. La confiance qu'il inspira fut telle, qu'après dix mois de vicariat, la ville lui offrit la direction de son collège, le jugeant seul capable de relever cet établissement de la décadence où il était tombé. L'attente publique ne fut point trompée. Pendant trois ans qu'il en fut principal, le collège, par l'impulsion forte et éclairée qu'il sut lui donner, fleurit sous le double rapport de la science et de la piété.
Sur ces entrefaites, la cure de Nantua étant venue à vaquer, la ville, pour s'attacher M. Debelay d'une manière plus inséparable, désira l'avoir pour pasteur ; et l'administration ecclésiastique se rendit à ses vœux.
Il y apporta des modifications importantes : une salle d'asile pour les enfants, une école de Frères où l'instruction est donnée gratuitement, un hôpital.
L'église de Nantua, l'une des plus anciennes et des plus remarquables de la contrée, méritait des réfections : M. Debelay en a entrepris la restauration pour lui rendre son caractère et sa splendeur primitive.
Une ordonnance royale l'appela sur la fin de 1843 à l’évêché de Troyes, et il fut consacré le 10 mars 1844 par l'archevêque de Paris. En 1848, il fut promu à l'archevêché d'Avignon.

## Distinctions
- Officier de la Légion d'honneur (29 décembre 1855)[1]

## Armes
D'azur à la gerbe d'or.